# Rushun Roolett
Rushun Roolett — дебютный студийный альбом российской рэп-группы D.O.B., выпущенный на аудиокассетах в январе 1998 года на лейбле «Элиас Records».
Альбом был записан Legalize'ом и Sir-J'ем с 1995 по 1996 год на московской студии «Интервью». Альбом является полностью англоязычным, за исключением куплета Лигалайза в треке «D.O.B.'s Takin’ Ova», а также добавленных песни и скита группы «Рабы Лампы». В записи альбома приняли участие московские рэперы Ladjack, Lily и группа «Рабы Лампы». Музыку для альбома создали Sir-J и Legalize при содействии Ladjack и Leeas.
В 2012 году творческое объединение Under Ground Wiggaz впервые опубликовало альбом в студийном качестве и сделало его доступным для бесплатного цифрового скачивания на сайте hip-hop.ru. В 2020 году альбом был отремастирован и впервые стал доступен на цифровых площадках с помощью лейбла «М2».

## Об альбоме
В 2020 году по случаю выхода альбома на цифровых площадках рэпер Лигалайз дал интервью сайту Colta.ru, в котором рассказал подробности записи этого альбома. По словам рэпера, альбом записывался в ускоренном темпе перед его отъездом в Африку: «Нужно было записать основное количество песен за две-три смены. И, помню, ставились рекорды по забивке, аранжировке, записи и сведению четырёх песен за ночь». Во время записи Rushun Roolett появилась группа «Рабы Лампы», и рэперы решили представить их с отдельным треком как новых участников семейства D.O.B. Хотя альбом был записан и готов уже в 1996 году, возможность выпустить его появилась только через год, как только Лигалайз вернулся из Африки. Перед изданием к готовым трекам дописали только один скит — «Department of Bustas». В 2020 году сразу после выхода альбома «ALI» Лигалайз поручил своим звукоинженерам заняться мастерингом альбома Rushun Roolett с DAT-кассеты. Согласно рэперу, он принял решение переиздать альбом в 2020 году, поскольку «пришло время настоящей рэпчины»: «Убогий автотюн сдох. Трэп и дрилл слушают только подростки. На „Грэмми“ в этом году номинируют только андеграунд-рэп. Лейбл Griselda доминирует во всех рэп-плей-листах. Вернулся real shit!».

## Критика

### Рейтинги
В 2007 году главный редактор портала Rap.ru, Андрей Никитин, поместил альбом Rushun Roolett в список главных альбомов русского рэпа.
В 2020 году музыкальный редактор интернет-издания Vatnikstan, Иван Белецкий, поместил альбом Rushun Roolett в список «Русский рэп 1990‑х: десять главных альбомов», добавив, что хардкор-рэп на английском языке «акцент не портит».

## Список композиций
| №   | Название                                            | Музыка                      | Длительность |
| --- | --------------------------------------------------- | --------------------------- | ------------ |
| 1.  | «1, 2 We Rockt' Is»                                 | Sir-J & Legalize            | 3:11         |
| 2.  | «Hardkore HipHop Phenomenon»                        | Sir-J & Legalize            | 4:16         |
| 3.  | «Rushun Roolett»                                    | Sir-J & Legalize            | 4:14         |
| 4.  | «Here's The Name Ofa Theme (Interlude A)»           | Sir-J & Legalize            | 1:25         |
| 5.  | «D.O.B.'s Takin' Ova» (уч. Ladjack)                 | Ladjack, Sir-J & Legalize   | 4:13         |
| 6.  | «How Much Mcing? (Interlude B)»                     | Sir-J & Legalize            | 1:18         |
| 7.  | «Stereotype-Killa»                                  | Sir-J & Leeas для Bust A.S! | 4:15         |
| 8.  | «Раб лампы» (уч. Рабы Лампы)                        | Грюндик; Sir-J (сопродюсер) | 2:34         |
| 9.  | «Katch Manutz In Ya Mouth»                          | Legalize                    | 3:51         |
| 10. | «Thumbz Up! Az The Bomb Gets Dropp'd» (уч. Ladjack) | Sir-J & Ladjack             | 3:00         |
| 11. | «Джип Ina Houze (Interlude C)» (уч. Jeeep)          | Sir-J & Legalize            | 1:03         |
| 12. | «My Tyme N Kum Yet 2»                               | Legalize                    | 3:12         |
| 13. | «Department Of Bustas (Interlude D)»                | Sir-J                       | 2:30         |
| 14. | «Ain't That Sumtin?»                                | Sir-J & Leeas для Bust A.S! | 2:37         |
| 15. | «Changes» (уч. Lily)                                | Sir-J & Legalize            | 4:36         |
| 16. | «Hardkore Hiphop Phenomenon (4th Dimension Mix)»    | Sir-J                       | 4:24         |
| 17. | «Katch Manutz In Ya Mouth (Spiritual Mix)»          | Sir-J & Legalize            | 3:58         |
| 18. | «Whougonakall?»                                     | Sir-J & Legalize            | 1:28         |

## Участники записи
- Sir-J — исполнитель, автор музыки и текста
- Legalize — исполнитель, автор музыки и текста
- Ladjack — исполнитель (5, 10)
- Jeeep — исполнитель (8, 11)
- Грюндик — исполнитель (8), автор музыки (8)
- Lily — исполнитель (15)
- Александр Корнышев — звукорежиссёр, запись и сведение на студии «Интервью», 1995-1996
- Виктор «Мутант» Шевцов — мастеринг на студии «2S»
- Константин «Крыж» Небесных — дизайн обложки альбома